# Вогонь по штабах
Вогонь по штабах (кит. спр. 炮打司令部, піньїнь: pàodǎ sīlìngbù, акад. паода сылинбу) — гасло Мао Цзедуна, що поклав початок Культурної революції в 1966. Висунуто в першому дацзибао, написаному особисто Мао Цзедуном. Означав «критику ревізіонізму та бюрократії» у партійному апараті, а також здійснення прямої диктатури пролетаріату. Реалізували це гасло студенти-хунвейбіни («червоногвардійці») та робітники-цзаофані («бунтарі»). Спочатку ініціатива революційних груп зводилася до критики неугодних керівників у стінгазетах. Потім студенти почали штурмувати приміщення парткомів та адміністрацій вишів, викидаючи керівництво на вулицю.

## Історія
Гасло «вогонь по штабах» призвів до масових виступів проти адміністрації та партійного керівництва загонами хунвейбінів та цзаофанів. Партійних керівників звинувачували у бюрократії.
У 1967 в Шанхаї цзаофані зібрали мітинг робітників і захопили міськком, утворивши шанхайську комуну. Цей передовий досвід вітався Мао Цзедуном. Однак хвиля захоплень влади призводила до хаосу, погромники не мали жодної позитивної програми і не могли організувати управління, через що нерідко доводилося відновлювати структури влади, залучаючи тих самих партійних працівників.
У 1967 країна впала в хаос. Розрізнені угруповання хунвейбінів та цзаофанів билися між собою. Парткоми, налякані розгромами, намагалися заручитися підтримкою місцевих загонів хунвейбінів, стали самі втручатися у вуличні події.
Кульмінацією хаосу стали літні події у місті Ухань. Коли ситуація в місті дійшла до межі, жителі стали створювати загони самооборони від безчинства ворогуючих угруповань. Спрямовані на упокорення «контрреволюційних угруповань» війська під командуванням генерала Чень Цзайдао увійшли до міста і розгромили як місцеві партійні органи, так і організації хунвейбінів та цзаофанів, підтримавши «мільйон героїв» — близько 500 000 мешканців. Чень Цзайдао проігнорував прямі накази з Пекіна, взяв під арешт двох чиновників і не дав Чжоу Еньлаю висадитися на літаку в Ухані, погрожуючи танками. З Пекіна послано кілька дивізій, після першої загрози застосувати вогонь Чень Цзайдао негайно здався. Хоча такі самовільні дії були засуджені, це було першим досвідом застосування армії для наведення порядку, що дозволило надалі згорнути політичну активність мас, а до 1969 ліквідувати хунвейбінів.

## Вплив
Гасло «вогню зі штабів» вплинуло на умонастрої ліворадикальної молоді на Заході (див. Травневі події у Франції 1968).